# Arbitrážní centrum
Arbitrážní centra (označované také jako rozhodčí centra) jsou občanská sdružení, případně i jiné právnické osoby, které jsou založeny za účelem rozvoje rozhodčího řízení; jde o centra zajišťující pružné a velmi rychlé rozhodování obchodních sporů i jiných majetkových sporů bez zbytečné administrativní zátěže. 
Jejich základní funkcí je zajistit, aby rozhodčí řízení, které zaštiťují, bylo rychlé a kvalitní a umožnilo té straně, která je v právu, rychle a s nízkými náklady dosáhnout spravedlnosti (např. vymoci splatnou pohledávku od dlužníka, který je v prodlení a odmítá ji uhradit dobrovolně). Lhůty, ve kterých je pak rozhodováno v takových rozhodčích řízeních, jsou zpravidla velice krátké, od podání žaloby až do pravomocného rozhodčího nálezu, okolo tří měsíců.

## Popis
Arbitrážní centra jsou právnické osoby, jejichž cílem je zajištění rozvoje obecného rozhodčího řízení a podpora činnosti rozhodců, stejně jako zaručení odborné způsobilosti a dobré pověsti rozhodců určovaných k rozhodování jednotlivých případů. Vůči zájemcům o tento rychlý způsob řešení obchodních a jiných majetkových sporů vykonávají zejména funkci ručitele odborné způsobilosti a důvěryhodnosti rozhodců pro obecné rozhodčí řízení (rozhodců ad hoc). Tato centra často vedou zpravidla seznam rozhodců, z nichž může být rozhodce vybrán (např. Rozhodčí soud České republiky a Slovenské republiky při IAL SE).

## Rozhodnutí sporu
Pokud strany vybírají osobu rozhodce bez pomoci arbitrážního centra či jiné instituce s obdobnou funkcí, není takový výběr v praxi snadnou záležitostí. Obtíže výběru rozhodce nelze rozhodně podceňovat, v praxi jde zřejmě o jednu z hlavních příčin nedostatečného rozšíření rozhodčích řízení ad hoc. Strana hledající kandidáta pro obsazení funkce rozhodce totiž zpravidla nemůže vybírat z osob, které osobně zná natolik, že si je jista jejich odbornou i morální způsobilostí k výkonu této funkce. Zde totiž hrozí nebezpečí vznesení námitky podjatosti takové osoby, právě pro onen bližší vztah ke straně. Musí se tedy spolehnout na doporučení nějaké pro ni důvěryhodné třetí osoby, či na materiály (případně přímo inzeráty), kterými někteří rozhodci nabízejí veřejnosti své služby. Situace je pro zájemce o rozhodnutí sporu v rozhodčím řízení složitá, neboť v České republice neexistuje žádný jmenný seznam rozhodců, kteří jsou s to vykonávat tuto funkci v rámci rozhodčího řízení ad hoc. Řešením je svěřit jmenování rozhodce důvěryhodnému rozhodčímu centru, které se již po určitou dobu touto činností zabývá, což zaručuje kvalitu výběru rozhodce. Oprávnění jmenovat rozhodce pro určitý spor vyplývá pro arbitrážní centra ze zmocnění obsaženého v rozhodčí doložce či smlouvě o rozhodci. Arbitrážní centra vydávají vždy vzorové rozhodčí doložky (jsou dostupné na internetu), které může bezplatně zařadit do své obchodní smlouvy či smlouvy jiné, ze které může vzniknout majetkový spor (např. smlouva kupní, o dílo, nájemní, podnájemní, mandátní, zprostředkovatelská, o obchodním zastoupení, leasingová atd.) každý zájemce o takové rozhodčí řízení.

## Arbitrážní centrum z právního pohledu
Arbitrážní centra mají zpravidla podobu občanských sdružení, ale výjimečně i obchodních společností, zejména společností s ručením omezeným, a akciových společností. Jejich základní funkcí je právě jmenování osoby rozhodce pro určitý spor na žádost žalující strany. Řízení, ve kterém je rozhodčí centrum zapojeno, je obecným rozhodčím řízením (rozhodčím řízením ad hoc). Funkce rozhodčího centra spočívá mimo výše uvedené též v tom, že nabízí administrativní zázemí pro činnost rozhodců ad hoc, zajišťuje prostory pro jednání atd. 

## Pravidla rozhodčího řízení
Arbitrážní centra vydávají zpravidla i tzv. pravidla rozhodčího řízení. Na tato pravidla odkazují vzorové rozhodčí doložky arbitrážních center. Pravidla se tak stávají součástí obsahu rozhodčí smlouvy a jsou pro jmenovaného rozhodce i strany závazná. Účelem pravidel je zajistit, aby obecné rozhodčí řízení bylo rychlé, pružné a aby nebylo lehce napadnutelné obstrukcemi ze strany toho účastníka, v jehož zájmu není rychlé vyřešení sporu; upravují tedy např. otázku náležitostí rozhodčí žaloby, obsahují bližší úpravu dokazování v rozhodčím řízení, lhůt pro žalobní odpověď a jiné úkony účastníků řízení, odměny rozhodce i dalších nákladů řízení a řadu dalších otázek, které nejsou dostatečně řešeny zákonem č. 216/1994 Sb., o rozhodčím řízení a výkonu rozhodčích nálezů. Pravidla řízení obsahují povětšinou několik stran textu, není tedy vhodné, aby byla úprava, kterou obsahují, vtělena přímo do rozhodčí doložky. To by bylo velmi nepraktické a smlouvu by to činilo značně nepřehlednou a obsáhlou. Z tohoto důvodu bývají pravidla řízení zveřejňována většinou na internetových stránkách příslušného arbitrážního centra.
Vložení rozhodčí doložky do příslušné smlouvy je v dnešní době jeden z nejúčinnějších způsobů zajištění pohledávky věřitele. Znemožňuje dlužníkovi vyhýbat se dlouhodobě placení svých dluhů či plnění jiných závazků. Rozhodčí doložky mají i značnou preventivní funkci; pokud se již určitý subjekt chystá nezaplatit, jistě si jako „oběť“ vybere raději toho svého věřitele, s kterým má uzavřenu smlouvu bez rozhodčí doložky (případně nemá uzavřenu smlouvu vůbec), než toho s kým má uzavřenu smlouvu s rozhodčí doložkou.